# Neurogomphus featheri
Neurogomphus featheri – gatunek ważki z rodziny gadziogłówkowatych (Gomphidae).